# Азаровка (Брянска област)
Азаровка (на руски: Азаровка) е село в Стародубски общински окръг на Брянска област в Русия.
Идентификационният код на селото според Общоруския класификатор на обектите на административно-территориално деление (ОКАТО) е: 15250000002.
До 31.12.2019 г. село Азаровка е било част от Понуровското селско поселение (вид община от множество малки населени места) с административен център село Понуровка. Със закон на Брянската областна дума (местния парламент) от 29.05.2020 г., влязъл в сила на 01.08.2020 г., село Азаровка е включено в състава на ново основания Стародубски общински окръг.

## География
Намира се в южната част на Брянска област на разстояние около 29 km юг-югоизток от административния център на общината – град Стародуб. Селото е разположено от двете страни на река Рьовна, а край него минава и притокър ѝ – р. Песчарка.

## История
Името на селото произлиза от каноничното лично име Назар.
Селото е основано през 1670 г. като слобода на древния пощенския път за Новгород Северски. За основател се счита някой си Тимофей Павлович, вероятно разколник–старообрядец, който бил получил от стародубския полковник Петър Рославец „обсаден списък“ и следвал да засели ново селище – „слобода Назаровка“. Слободите са видове селища на разколници-старообрядци, в които те имат право да упражняват вярата си.
От 1677 г. датират най-ранните сведения за построяването на църква „Възкресение Господне“ в селото. По това време свещеник бил Даниел Брежевски, чиито потомци служат по-късно в Азаровската църква до средата на XVIII век.
Слобода Азаровка била част от Втора полкова сотня на Стародубския полк в Казашкото хетманство. По това време Старудубският полк е едновременно административно-териториална, военна и съдебна единица на Казашкото хетманство и (след неговото анексиране) – на Руската империя.
Съдбата на селото през втората половина на XVII и XVIII век е свързана с различни владетели. След стародубския полковник Петър Рославец Азаровка е собственост на стародубските полковници Семьон и Яков Самойловичи.
През 1686 г. Азаровка получава статус на служебно владение на изпълняващия длъжността полкови обозник, един от които е Исаак Деревянко, а след това Азаровка получава статус на  служебно владение на изпълняващия длъжността кмет на Стародуб.
Първият собственик на Азаровка с този статус е Спиридон Ширай,  а след смъртта му – следващия Стародубски кмет – Демян Ярмолаевич. След смъртта на последния хетман Скоропадски определя със свой универсал от 1709 г. една част от Азаровка за служебно владение на заемащите длъжността кмет на Стародуб, а друга част подарява на пан Леонтий Пилатович (зетя на Ширай).
През 1734 г. в селото е построена нова дървена църква „Възкресение Христово“.
През 1785 г. една част от селото се владее от Павел Иванович Миклашевски (от благородническия род  Миклашевски), а впоследствие от неговата вдовица Елена Даниловна Новицка. След това, тяхната част от селото се наследява от сина им Степан Павлович Миклашевски. Той, женейки се за  Анастасия Даниловна Ширай, получава като зестра и нейната част от Азаровка. После техните части отиват като наследство при синовете им Степан и Михаил Степановичи Миклашевски. Поради факта, че Михаил Степанович Миклашевски умира на 37-годишна възраст, неговият дял дълго време се управлява от вдовицата му Ефросиния Петровна Миклашевска (с предбрачна фамилия Скоропадска; от благородническия род Скоропадски). След това наследството на преминава към тяхната дъщеря – Елена Михайловна Миклашевска (родена на 19 август 1831 г.; брачно фамилно име Ревякина).
През втората половина на XIX век Азаровка става част от Понуровска волост (район) на Стародубски уезд (окръг).
Към 1871 г. в Азаровка църквата е обновена и осветена от благочинния свещеник Феодор Лапчински заедно със събор от духовници.
През 1881 г. за усърдно изпълнение на епархийската служба свещеникът от с. Азаровка Василий Тросницки е награден с набедренник (елемент от религиозна одежда), а през ноември 1881 г. дяконът от близкото село Понуровка – Михаил Кузмински е ръкоположен за свещеник на църквата „Възкресение Христово“.
През 1885 г. църквата „Възкресение Христово“ е разширена.
В края на XIX век в Азаровка е имало земско (общинско) училище. Вселото по него време работят също две дестилерии за производство на алкохолни напитки. През 1892 г. тук са преброени 301 домакинства (село Азаровка се е намирала в Стародубски уезд на Черниговска губерния).
След премахването на крепостничеството в селото започва да се развива частно предприемачество. През 1870-те и 1880-те години в Азаровка има фабрика за масло, която по различно време е собственост на търговците Болотин и Янкел Липкин.
В средата на XX век тук работят колхозите „Нов път“ и „Северен орач”.
До 2005 г. селото е административен център на Азаровския селски съвет (вид община).
До 31.12.2019 г. село Азаровка е било част от Понуровското селско поселение (вид община от множество малки населени места) с административен център село Понуровка.
В селото има средно училище и библиотека.

## Население
През XVIII век броят на жителите на селото се увеличава от 100 на 129 двора. Въпреки това, поради построяването на фабрика за сукно в близкото село Понуровка от Михаил Павлович Миклашевски през първата четвърт на XIX век, част от жителите на Азаровка са изпратени да работят там. Не трябва да се пропуска и епидемията от холера, която върлува в Стародубския регион през 1840–1850-те години. Затова към 1858 г. населението на селото намалява до 91 домакинства. Но от втората половина на XIX век броят на жителите на Азаровка непрекъснато се увеличава, като в началото на XX век достига 323 домакинства (1 986 жители).
Числеността на населението: 1 234 души (1859 г.), 1836 (1892 г.). През 2002 г. има 476 души (95 % руснаци), а през 2010 г. – 375 души.